# Rederi AB Götha

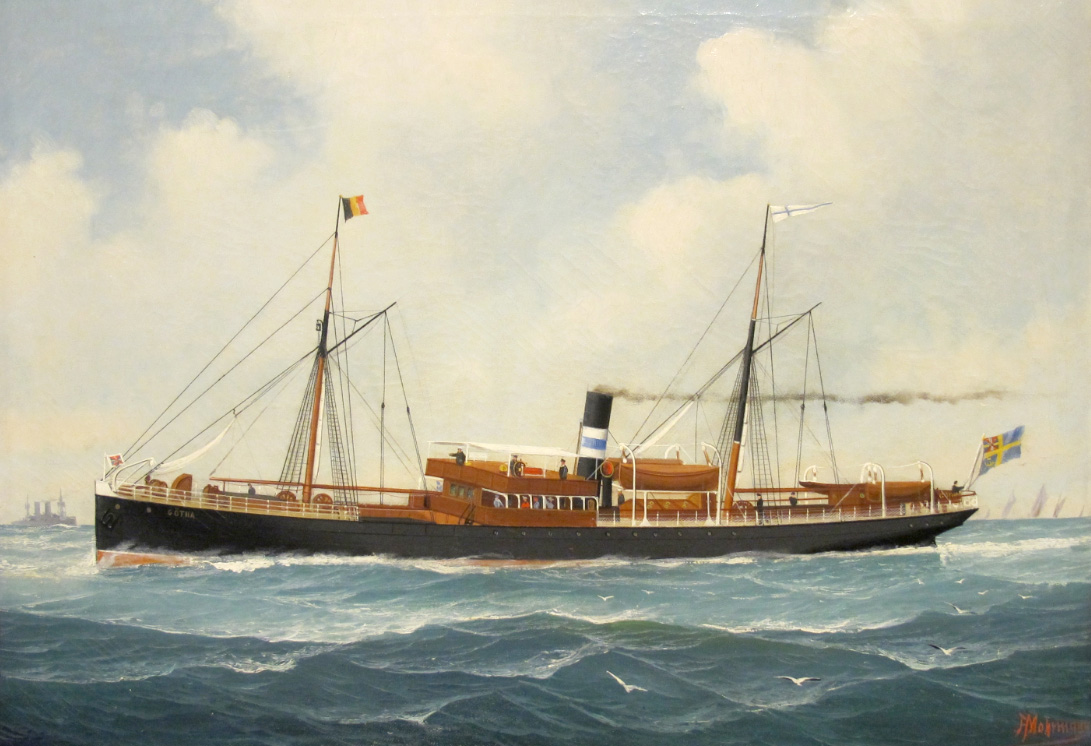
S/S Götha. Byggd 1895.

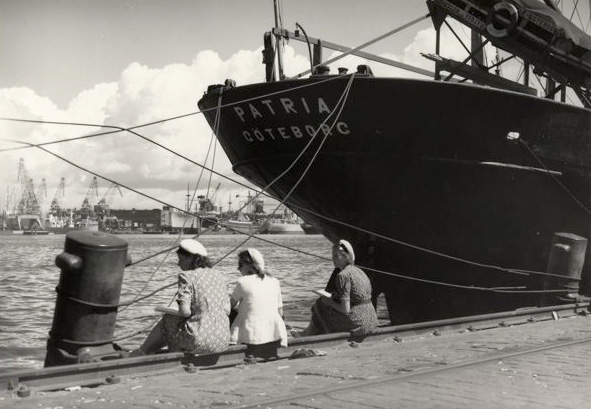
S/S Patria vid kaj i Göteborg 1947.

Rederi AB Götha, tidigare även Ångfartygs AB Götha och Förnyade Ångfartygs AB Götha, var ett rederi som grundades 1869 i Göteborg och upphörde i mitten av 1970-talet.

## Historia
Bolaget hade till syfte att bedriva trafik mellan Göteborg och Nederländerna och Belgien. Man beställde tre ångare från Göteborgs Mek. Werkstads Aktiebolag vilka levererades 1869-1870. En av dessa förliste emellertid redan efter ett år och man lät då bygga ett nytt fartyg i Hull, som dock förliste utanför holländska kusten redan på leveransturen. Därefter upplöstes det ursprungliga bolaget Ångfartygs AB Götha. Dess egendom överläts på ett nytt konsortium, som bestod av grosshandlarna Harald Sternhagen, August Carlsson, G. Schmidt och Rud. Tengstedt. Bolaget fick namnet Förnyade Ångfartygs AB Götha. Därmed kunde trafiken på Antwerpen och Rotterdam upprätthållas med ångarna James J. Dickson, Carl Fr. Waern och Sven Renström. Följande år beställdes S/S Alexander Keiller på Keillers varv och då kunde trafiken utsträckas till Le Havre och 1893 till Rouen.
Efterhand som trafiken utökades kunde man modernisera och utöka fartygsflottan och äldre ångare såldes. Linjen till Antwerpen kom att bli populär för resande till Frankrike och de på 1890-talet byggda kombinerade frakt- och passagerarångarna Olof Wijk, Götha och Flandria. Dessa kompletterades av de modernare Belgia och Burgundia som gick i trafik fram till första världskrigets utbrott. År 1912 påbörjades trafik på Rhen med den specialbyggda Hollandia och 1913 även till Amsterdam. Under kriget drabbades bolaget av fyra krigsförlisningar. Dessa ersattes emellertid av nybyggen. År 1918 tillkom Hollandia, Normandia, Orania och Wallonia samt 1920 Burgundia och 1921 Ardennia. Det senare fartyget förliste dock 1934 på resa mellan Rouen och Göteborg. Andra världskriget ledde också till förluster och fem fartyg förliste. 
Förste VD var Harald Sternhagen och då han drog sig tillbaka 1908 efterträddes han av sonen Fritz Sternhagen. Han avled 1939 varefter sonen Hakon Sternhagen tillträdde. Efter den senares död 1943 övertogs aktiemajoriteten i bolaget av Adolf Bratt & Co och bolagets namn ändrades 1944 till Rederi AB Götha. Det ingick därefter som ett dotterbolag i Brattkoncernen.
På 1950-talet inleddes trafik till Paris på Seine via Rouen. De första specialfartygen för denna trafik var Marianne (1954) och Ella (1955). Exportgodset var främst järn och stål. Returfrakterna bestod av bilar och styckegods. År 1964 levererades andra generationen fartyg som fick namnen Burgundia och Normandia. De var utrustade med sänkbar styrhytt för att komma under broarna. Ytterligare en generation fartyg byggdes för Paristraden: Parisia (1967) och Francia (1968). Burgundia och Normandia såldes till nederländska köpare 1973 och senare samma år såldes återstående fartyg och därmed försvann Rederi AB Götha för alltid.
Götha delar öde med resten av Brattbolagen som under tiden 1959-1961 samarbetade med Bonnierkoncernen, men sedan åter blev självständigt. Under 1960-talet blev koncernen indragen i olika sammanslagningar och uppköp. Rederinamnet ändrade 1967-1969 till Götha Line varefter det gamla rederinamnet Förnyade Ångfartygs AB Götha återupptogs och ett nybildat bolag fick namnet Rederi AB Götha. I detta nya bolag kom 1970 alla bolag som tillhört Brattkoncernen att ingå. Slutligen köptes resterna av Brattkoncernen upp av Salénrederierna i mitten av 1970-talet. 

### Skeppslista
| Fartyg           | Byggt | Varv             | I tjänst  | Typ                   | Dödvikt | Notering                                         |
| ---------------- | ----- | ---------------- | --------- | --------------------- | ------- | ------------------------------------------------ |
| James J. Dickson | 1872  | Hull             |           | Ångfartyg             |         |                                                  |
| Carl Fr. Waern   |       |                  |           | Ångfartyg             |         |                                                  |
| Sven Renström    | 1869  | Gbg Mek Verkstad | 1869-1891 | Ångfartyg             | 600     | Såld 1891                                        |
| Alex Keiller     |       | Gbg Mek Verkstad | 1874-     | Ångfartyg             |         |                                                  |
| Ägir             | 1874  | Göteborg         |           | Ångfartyg             |         |                                                  |
| Carl O Kjellberg | 1883  | Gbg Mek Verkstad | 1883-1926 | Ångfartyg             | 750     | Såld 1926                                        |
| Olof Wijk        |       |                  |           | Last/passagerarångare |         |                                                  |
| Götha            | 1895  | Neptun           | 1895-1927 | Last/passagerarångare | 850     | Såld 1927.                                       |
| Flandria         | 1898  | Helsingør        | 1898-1940 | Last/passagerarångare | 1344    | Krigsförlist 1940.                               |
| Normandie        |       |                  |           | Ångfartyg             |         |                                                  |
| Patria           | 1915  | Götaverken       | 1915-1940 | Ångfartyg             | 1350    | Krigsförlist 1940.                               |
| Normandia        | 1918  | Eriksberg        | 1918-1960 | Ångfartyg             | 1925    | Såld 1960.                                       |
| Hollandia        | 1912  | Götaverken       | 1912-1916 | Ångfartyg             | 1560    | Krigsförlist 1916.                               |
| Orania           | 1919  | Lindholmen       | 1919-1928 | Ångfartyg             | 3360    | Såld 1928.                                       |
| Wallonia         | 1919  | Kockums          | 1919-1959 | Ångfartyg             | 1019    | Såld 1959.                                       |
| Burgundia        | 1920  | Kockums          | 1920-1961 | Last/passagerarångare | 1067    | Såld 1961.                                       |
| Ardennia [I]     | 1921  | Kockums          | 1921-1934 | Ångfartyg             | 2500    | Förlist 1934.                                    |
| Belgia           | 1930  | Öresundsvarvet   | 1930-1941 | Last/passagerarångare | 2460    | Krigsförlist 1941.                               |
| Ardennia [II]    | 1916  | Lindholmen       | 1936-1939 | Ångfartyg             | 3133    | Ex Roxen, Gothia. Inköpt 1936. Såld 1939.        |
| Ardennia [III]   | 1909  | Newcastle        | 1943-1956 | Ångfartyg             | 2000    | Ex Querida, Ella. Inköpt 1943. Såld 1956.        |
| Hollandia        | 1922  | Aalborg          | 1947-1957 | Ångfartyg             | 1950    | Ex Senta, Kalmarsund XI. Inköpt 1947. Såld 1957. |
| Reine Astrid     | 1952  | Tamise / Lödöse  | 1953-1965 | Motorfartyg           | 2500    | Såld 1965.                                       |
| Marianne         | 1955  | Mij              | 1955-     | Motorfartyg           |         |                                                  |
| Ella             | 1955  | Mij              | 1955-     | Motorfartyg           |         |                                                  |
| Cortia           | 1962  | Lödöse           | 1962-1966 | Motorfartyg           | 1150    | Såld 1966.                                       |
| Burgundia        | 1964  | Zaltbommel       | 1964-1972 | Motorfartyg           | 730     | Såld 1972.                                       |
| Normandia        | 1964  | Zaltbommel       | 1964-1972 | Motorfartyg           | 730     | Såld 1972.                                       |
| Flandria         | 1964  | Ulsteinvik       | 1964-1967 | Motorfartyg           | 1200    | Övertagen 1967 av Salénrederierna.               |
| Nerlandia        | 1964  | Ulsteinvik       | 1964-1967 | Motorfartyg           | 1200    | Övertagen 1967 av Salénrederierna.               |
| Brabantia        | 1965  | Ulsteinvik       | 1965-1969 | Motorfartyg           | 1200    | Övertagen 1967 av Salénrederierna.               |
| Helenia          | 1966  | Ulsteinvik       | 1966-1969 | Motorfartyg           | 1200    | Övertagen 1967 av Salénrederierna.               |
| Parisia          | 1967  | Fosnavåg         | 1967-1973 | Motorfartyg           | 840     | Såld 1973.                                       |
| Francia          | 1968  | Fosnavaag        | 1968-1973 | Motorfartyg           | 840     | Såld 1973.                                       |

Alla kvarvarande fartyg fick 1971 prefixet Tor.

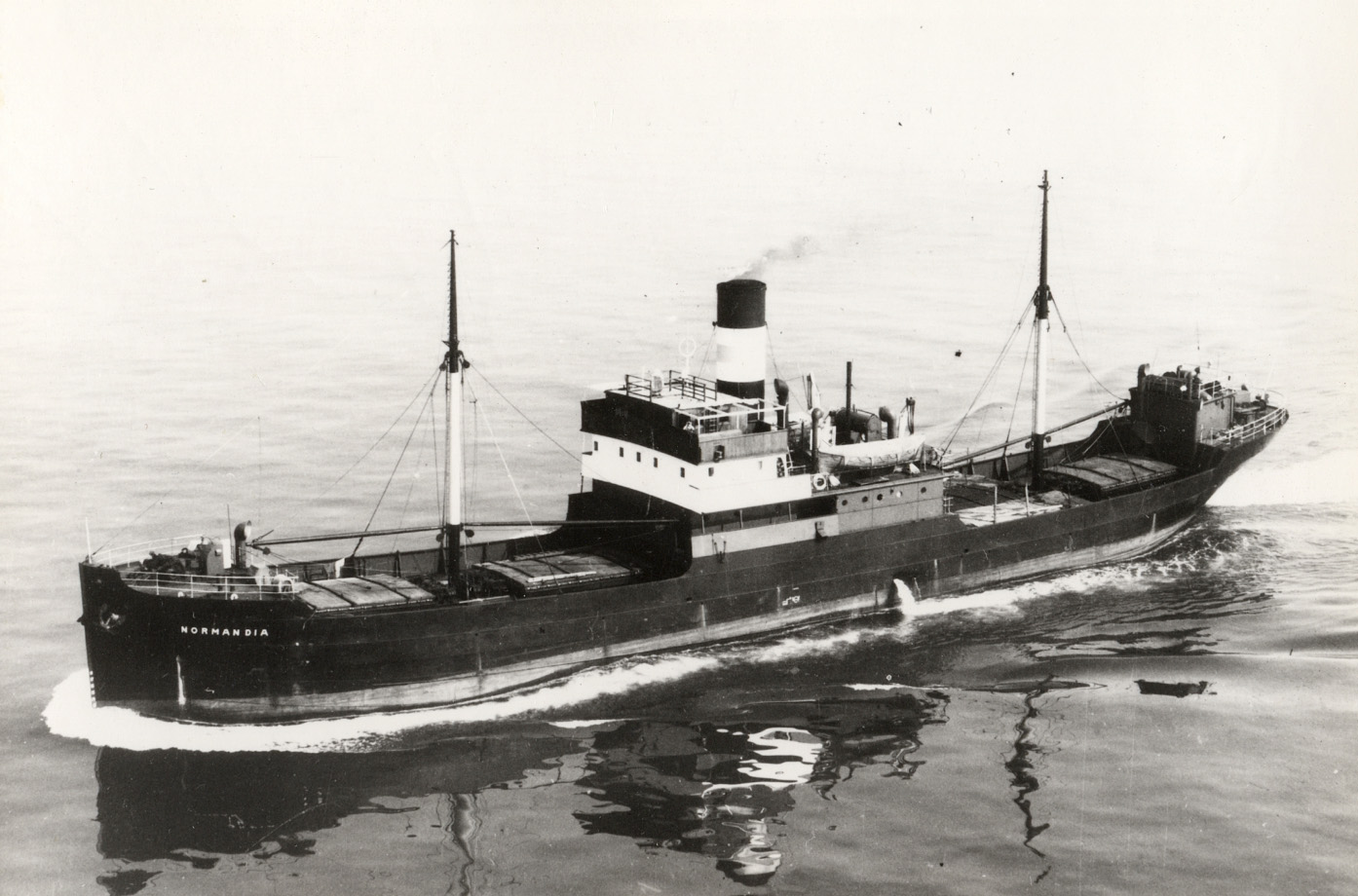
S/S Normandia
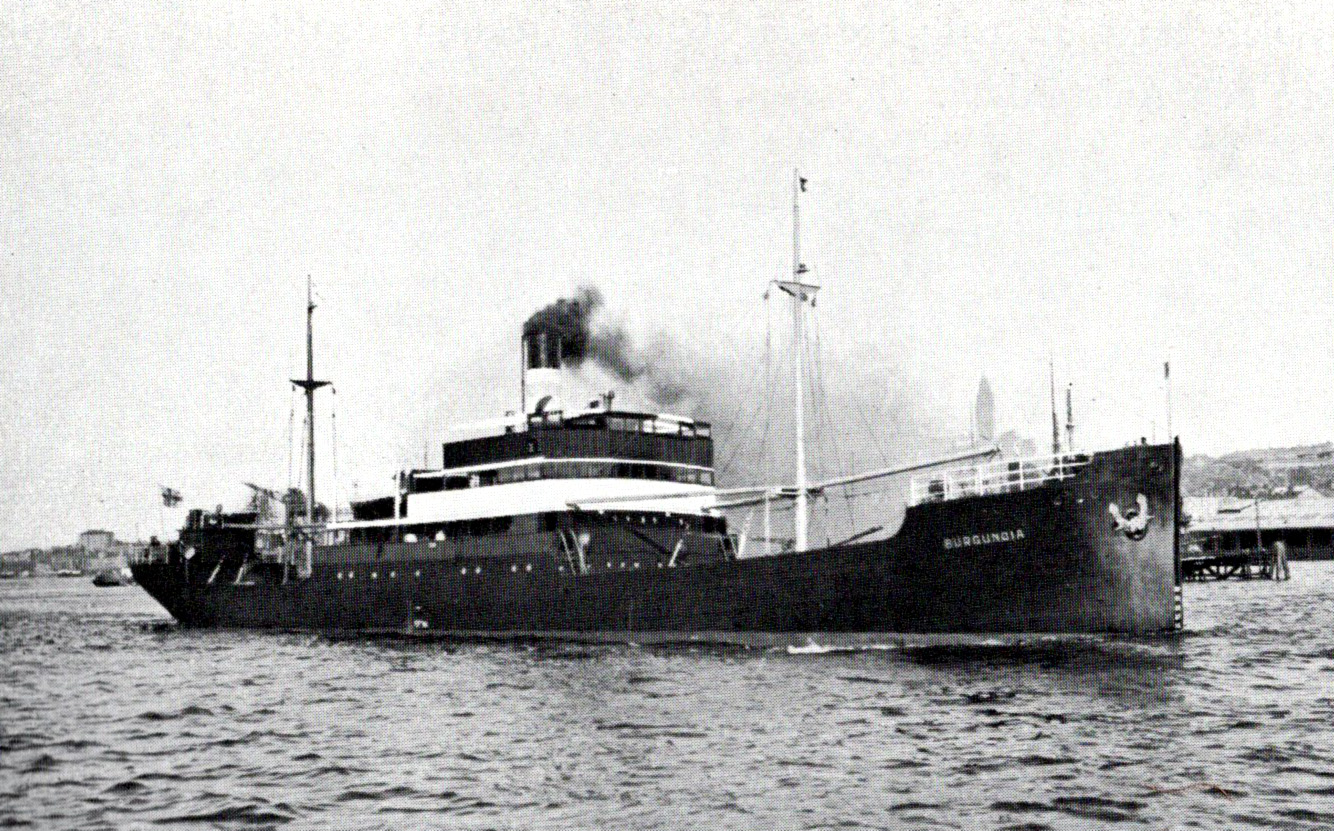
S/S Burgundia
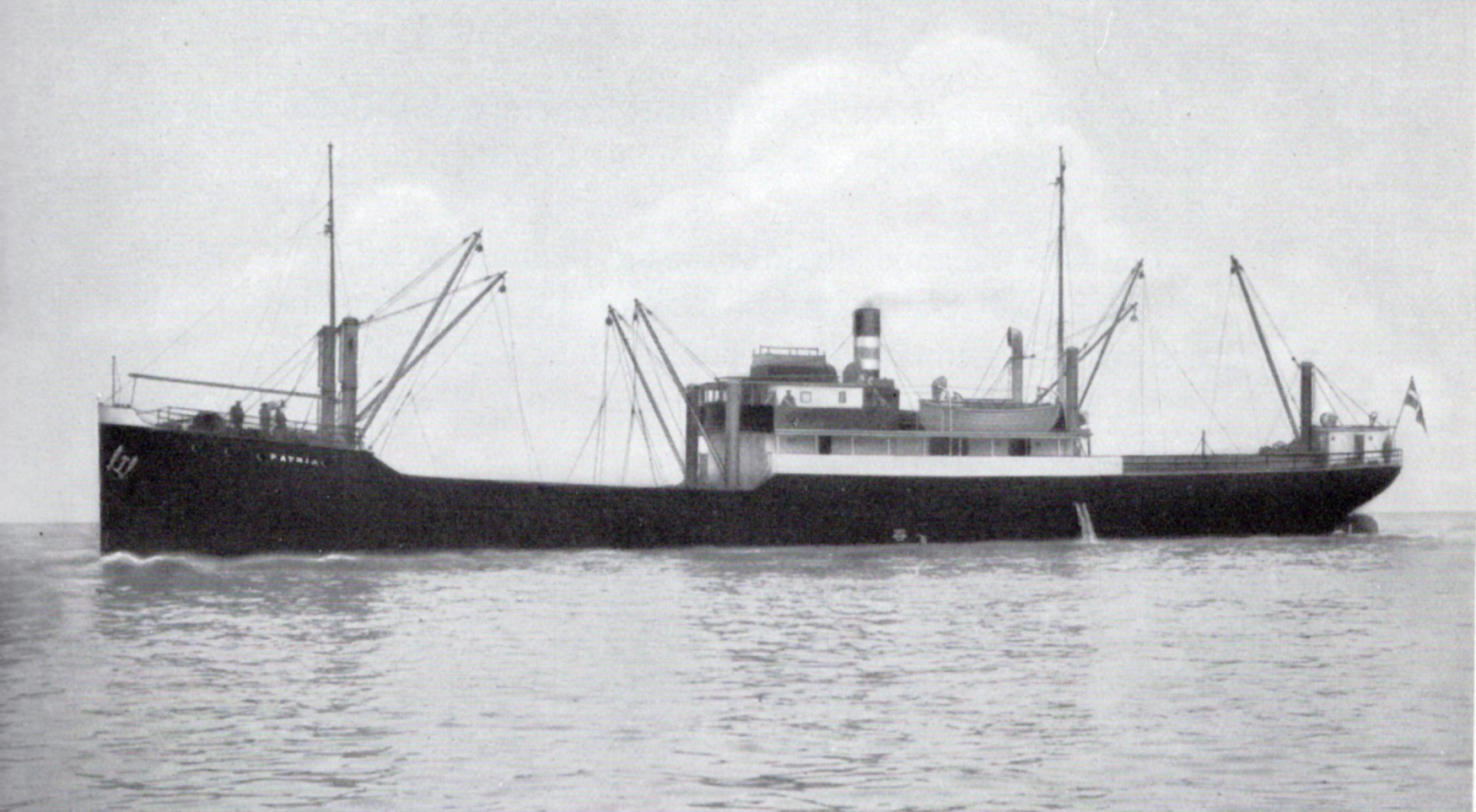
S/S Patria
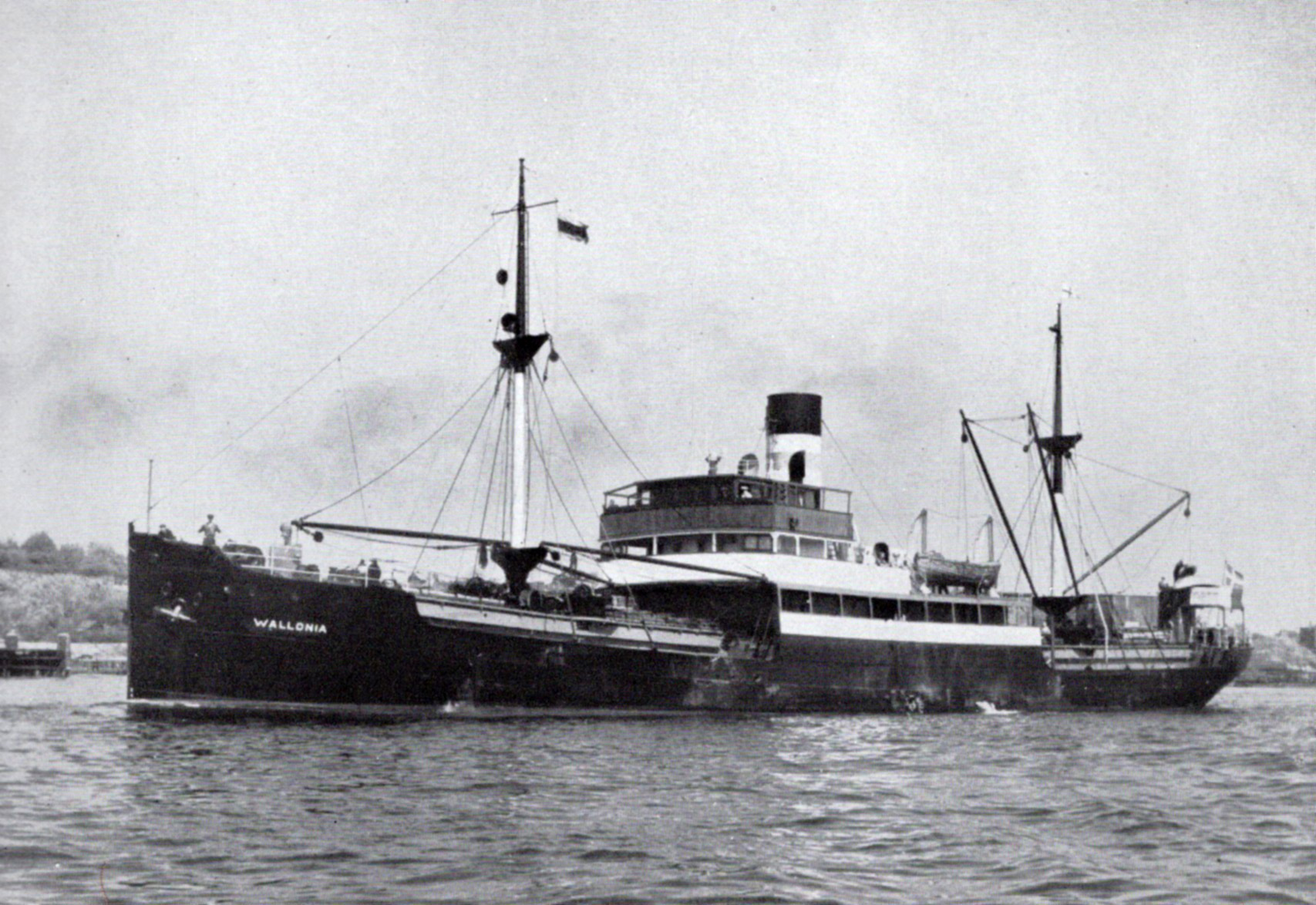
S/S Wallonia